# Werner Delmes
Werner Delmes, född 28 september 1930 i Köln, död 13 januari 2022, var en tysk landhockeyspelare.
Delmes blev olympisk bronsmedaljör i landhockey vid sommarspelen 1956 i Melbourne.